# Ligue 1 2024/25
Het seizoen 2024/25 van de Franse Ligue 1 is de 87ste editie van de hoogste professionele Franse voetbalcompetitie sinds de oprichting in 1933. Door sponsoring van McDonald's heet de competitie officieel Ligue 1 McDonald's. In het voorgaande seizoen waren Metz, Lorient, en Clermont gedegradeerd en Angers, AS Saint-Étienne en Auxerre gepromoveerd.
Paris Saint Germain was drievoudig titelverdediger. Het seizoen begon op 16 augustus 2024 en eindigde op 22 mei 2025. De degradatie play-off werd gespeeld op  mei en  juni 2025.
Van de 18 deelnemende clubs hebben er zes deelgenomen aan elke editie van de Ligue 1 sinds de oprichting in 2002: Marseille, Rennes, Olympique Lyonnais, Lille, Nice en Paris Saint-Germain.

## Stadiums en lokaties
| Club                | Lokatie       | Stadion                               | Capaciteit | 2023–24 seizoen |
| ------------------- | ------------- | ------------------------------------- | ---------- | --------------- |
| Angers              | Angers        | Stade Raymond-Kopa                    | 18.752     | Ligue 2, 2e     |
| Auxerre             | Auxerre       | Stade de l'Abbé-Deschamps             | 21.379     | Ligue 2, 1e     |
| Brest               | Brest         | Stade Francis-Le Blé                  | 15.931     | 3e              |
| Le Havre            | Le Havre      | Stade Océane                          | 25.178     | 15e             |
| Lens                | Lens          | Stade Bollaert-Delelis                | 37.705     | 7e              |
| Lille               | Lille         | Decathlon Arena Pierre Mauroy Stadium | 50.186     | 4e              |
| Lyon                | Lyon          | Groupama Stadium                      | 59.186     | 6e              |
| Marseille           | Marseille     | Orange Vélodrome                      | 67.394     | 8e              |
| Monaco              | Monaco        | Stade Louis II                        | 18.523     | 2e              |
| Montpellier         | Montpellier   | Stade de la Mosson                    | 32.900     | 12e             |
| Nantes              | Nantes        | Stade de la Beaujoire                 | 35.322     | 14e             |
| Nice                | Nice          | Allianz Riviera                       | 35.624     | 5e              |
| Paris Saint-Germain | Parijs        | Parc des Princes                      | 47.926     | 1e              |
| Reims               | Reims         | Stade Auguste Delaune                 | 21.684     | 9e              |
| Rennes              | Rennes        | Roazhon Park                          | 29.778     | 10e             |
| Strasbourg          | Strasbourg    | Stade de la Meinau                    | 29.230     | 13e             |
| Saint-Étienne       | Saint-Étienne | Stade Geoffroy-Guichard               | 41.965     | Ligue 2, 3e     |
| Toulouse            | Toulouse      | Stadium Municipal                     | 33.150     | 11e             |

## Reguliere competitie

### Eindstand
| Pos | Team                    | Wed | W  | G  | V  | Ptn | DV | DT | +/− | Kwalificatie of degradatie                                      |
| --- | ----------------------- | --- | -- | -- | -- | --- | -- | -- | --- | --------------------------------------------------------------- |
| 1   | Paris Saint Germain (K) | 34  | 26 | 6  | 2  | 84  | 92 | 35 | +57 | Gekwalificeerd voor de Champions League groupsfase              |
| 2   | Marseille               | 34  | 20 | 5  | 9  | 65  | 74 | 47 | +27 | Gekwalificeerd voor de Champions League groupsfase              |
| 3   | Monaco                  | 34  | 18 | 7  | 9  | 61  | 63 | 41 | +22 | Gekwalificeerd voor de Champions League groupsfase              |
| 4   | Nice                    | 34  | 17 | 9  | 8  | 60  | 66 | 41 | +25 | Gekwalificeerd voor de Champions League derde kwalificatieronde |
| 5   | Lille                   | 34  | 17 | 9  | 8  | 60  | 52 | 36 | +16 | Gekwalificeerd voor de Europa League groupsfase                 |
| 6   | Lyon                    | 34  | 17 | 6  | 11 | 57  | 65 | 46 | +19 | Gekwalificeerd voor de Europa Conference League play-off ronde  |
| 7   | Strasbourg              | 34  | 16 | 9  | 9  | 57  | 56 | 44 | +12 |                                                                 |
| 8   | Lens                    | 34  | 15 | 7  | 12 | 52  | 42 | 39 | +3  |                                                                 |
| 9   | Brest                   | 34  | 15 | 5  | 14 | 50  | 52 | 59 | −7  |                                                                 |
| 10  | Toulouse                | 34  | 11 | 9  | 14 | 42  | 44 | 43 | +1  |                                                                 |
| 11  | Auxerre                 | 34  | 11 | 9  | 14 | 42  | 48 | 51 | −3  |                                                                 |
| 12  | Rennes                  | 34  | 13 | 2  | 19 | 41  | 51 | 50 | +1  |                                                                 |
| 13  | Nantes                  | 34  | 8  | 12 | 14 | 36  | 39 | 52 | −13 |                                                                 |
| 14  | Angers                  | 34  | 10 | 6  | 18 | 36  | 32 | 53 | −21 |                                                                 |
| 15  | Le Havre                | 34  | 10 | 4  | 20 | 34  | 40 | 71 | −31 |                                                                 |
| 16  | Reims                   | 34  | 8  | 9  | 17 | 33  | 33 | 47 | −14 | Play-offs tegen degradatie naar de Ligue 2                      |
| 17  | Saint-Étienne           | 34  | 8  | 6  | 20 | 30  | 39 | 77 | −38 | Degradatie naar de Ligue 2                                      |
| 18  | Montpellier (R)         | 34  | 4  | 4  | 26 | 16  | 23 | 79 | −56 | Degradatie naar de Ligue 2                                      |

### Uitslagen
| Thuis \ Uit   | ANG | AUX | BRE | HAC | LEN | LIL | OL  | OM  | ASM | MON | FCN | NIC | PSG | REI | REN | STE | STR | TFC |
| ------------- | --- | --- | --- | --- | --- | --- | --- | --- | --- | --- | --- | --- | --- | --- | --- | --- | --- | --- |
| Angers        | —   | 2–0 | 2–0 | 1–1 | 0–1 | 0–2 | 0–3 | 0–2 | 0–2 | 2–0 | 1–1 | 1–4 | 2–4 | 1–3 | 0–3 | 4–2 | 2–1 | 0–4 |
| Auxerre       | 1–0 | —   | 3–0 | 1–2 | 2–2 | 0–0 | 1–3 | 3–0 | 0–3 | 1–0 | 1–1 | 2–1 | 0–0 | 2–1 | 4–0 | 1–1 | 0–1 | 2–2 |
| Brest         | 2–0 | 2–2 | —   | 2–0 | 1–3 | 2–0 | 2–1 | 1–5 | 2–1 | 1–0 | 4–1 | 0–1 | 2–5 | 0–0 | 1–1 | 4–0 | 3–1 | 2–0 |
| Le Havre      | 0–1 | 3–1 | 0–1 | —   | 1–2 | 0–3 | 0–4 | 1–3 | 1–1 | 1–0 | 3–2 | 1–3 | 1–4 | 0–3 | 1–5 | 1–1 | 0–3 | 1–4 |
| Lens          | 1–0 | 0–4 | 2–0 | 3–4 | —   | 0–2 | 0–0 | 1–3 | 4–0 | 2–0 | 3–2 | 0–0 | 1–2 | 0–2 | 1–0 | 1–0 | 0–2 | 0–1 |
| Lille         | 2–0 | 3–1 | 3–1 | 1–2 | 1–0 | —   | 1–1 | 1–1 | 2–1 | 1–0 | 1–1 | 2–1 | 1–3 | 2–1 | 1–0 | 4–1 | 3–3 | 2–1 |
| Lyon          | 2–0 | 2–2 | 2–1 | 4–2 | 1–2 | 2–1 | —   | 2–3 | 0–2 | 1–0 | 2–0 | 4–1 | 2–3 | 4–0 | 4–1 | 1–0 | 4–3 | 0–0 |
| Marseille     | 1–1 | 1–3 | 4–1 | 5–1 | 0–1 | 1–1 | 3–2 | —   | 2–1 | 5–1 | 2–0 | 2–0 | 0–3 | 2–2 | 4–2 | 5–1 | 1–1 | 3–2 |
| Monaco        | 0–1 | 4–2 | 3–2 | 3–1 | 1–1 | 0–0 | 2–0 | 3–0 | —   | 2–1 | 7–1 | 2–1 | 2–4 | 3–0 | 3–2 | 1–0 | 0–0 | 2–0 |
| Montpellier   | 1–3 | 3–2 | 3–1 | 0–2 | 0–2 | 2–2 | 1–4 | 0–5 | 2–1 | —   | 1–3 | 2–2 | 1–4 | 0–0 | 0–4 | 0–0 | 1–1 | 0–3 |
| Nantes        | 0–1 | 2–0 | 0–2 | 0–2 | 3–1 | 1–0 | 1–1 | 1–2 | 2–2 | 3–0 | —   | 1–1 | 1–1 | 1–2 | 1–0 | 2–2 | 0–1 | 0–0 |
| Nice          | 2–1 | 1–1 | 6–0 | 2–1 | 2–0 | 2–2 | 0–2 | 2–0 | 2–1 | 2–0 | 1–2 | —   | 1–1 | 1–0 | 3–2 | 8–0 | 2–1 | 1–1 |
| Paris SG      | 1–0 | 3–1 | 3–1 | 2–1 | 1–0 | 4–1 | 3–1 | 3–1 | 4–1 | 6–0 | 1–1 | 1–3 | —   | 1–1 | 3–1 | 2–1 | 4–2 | 3–0 |
| Reims         | 0–1 | 0–2 | 1–2 | 1–1 | 0–3 | 0–2 | 1–1 | 3–1 | 0–0 | 4–2 | 1–2 | 2–4 | 1–1 | —   | 2–1 | 0–2 | 0–1 | 1–0 |
| Rennes        | 2–0 | 0–1 | 1–2 | 1–0 | 1–1 | 0–2 | 3–0 | 1–2 | 1–2 | 3–0 | 2–1 | 2–0 | 1–4 | 1–0 | —   | 5–0 | 1–0 | 0–2 |
| Saint-Étienne | 3–3 | 3–1 | 3–3 | 0–2 | 0–2 | 1–0 | 2–1 | 0–2 | 1–3 | 1–0 | 1–1 | 1–3 | 1–6 | 3–1 | 0–2 | —   | 2–0 | 2–3 |
| Strasbourg    | 1–1 | 3–1 | 0–0 | 2–3 | 2–2 | 2–1 | 4–2 | 1–0 | 1–3 | 2–0 | 3–1 | 2–2 | 2–1 | 0–0 | 3–1 | 3–1 | —   | 2–1 |
| Toulouse      | 1–1 | 2–0 | 2–4 | 2–0 | 1–1 | 1–2 | 1–2 | 1–3 | 1–1 | 1–2 | 0–0 | 1–1 | 0–1 | 1–0 | 2–1 | 2–1 | 1–2 | —   |

## Promotie/degradatie play-offs
De winnaar van de Promotie play-off finale uit Ligue 2 speelt over twee wedstrijden tegen de 16de plaats van Ligue 1. De winnaar van de barrage speelt in Ligue 1 2025-26, de verliezer in Ligue 2 2025-26.
|                                     |              |       |                    | |
| Wedstrijd 1/2 21 Mei 2025 20:00 uur | FC Metz (II) | 1 – 1 | Stade de Reims (I) | Stadion: Stade Saint-Symphorien, Longeville-lès-Metz Toeschouwers: 28.000 Scheidsrechter: Hakim Ben El Hadj |
| Wedstrijd 1/2 21 Mei 2025 20:00 uur | Udol 38'     |       | Kipré 51'          | Stadion: Stade Saint-Symphorien, Longeville-lès-Metz Toeschouwers: 28.000 Scheidsrechter: Hakim Ben El Hadj |
| Wedstrijd 1/2 21 Mei 2025 20:00 uur |              |       |                    | Stadion: Stade Saint-Symphorien, Longeville-lès-Metz Toeschouwers: 28.000 Scheidsrechter: Hakim Ben El Hadj |
| Wedstrijd 1/2 21 Mei 2025 20:00 uur |              |       |                    | Stadion: Stade Saint-Symphorien, Longeville-lès-Metz Toeschouwers: 28.000 Scheidsrechter: Hakim Ben El Hadj |
|                                     |              |       |                    | |

| |                    |              |                               |                                                                       |
| Wedstrijd 2/2 29 Mei 2025 20:30 uur | Stade de Reims (I) | 1 – 3 (n.v.) | FC Metz (II)                  | Stadion: Stade Auguste-Delaune, Reims Scheidsrechter: Eric Wattellier |
| Wedstrijd 2/2 29 Mei 2025 20:30 uur | Tia 57'            |              | Udol 78' Touré 110' Hein 114' | Stadion: Stade Auguste-Delaune, Reims Scheidsrechter: Eric Wattellier |
| Wedstrijd 2/2 29 Mei 2025 20:30 uur |                    |              |                               | Stadion: Stade Auguste-Delaune, Reims Scheidsrechter: Eric Wattellier |
| Wedstrijd 2/2 29 Mei 2025 20:30 uur |                    |              |                               | Stadion: Stade Auguste-Delaune, Reims Scheidsrechter: Eric Wattellier |
| FC Metz won over de twee wedstrijden met een totaalscore van 4 – 2 en promoveert zo naar de Ligue 1, Stade de Reims zakt naar de Ligue 2. |                    |              |                               |                                                                       |

1932/33 · 1933/34 · 1934/35 · 1935/36 · 1936/37 · 1937/38 · 1938/39 · 1939/40 · 1940/41 · 1941/42 · 1942/43 · 1943/44 · 1944/45 · 1945/46 · 1946/47 · 1947/48 · 1948/49 · 1949/50 · 1950/51 · 1951/52 · 1952/53 · 1953/54 · 1954/55 · 1955/56 · 1956/57 · 1957/58 · 1958/59 · 1959/60 · 1960/61 · 1961/62 · 1962/63 · 1963/64 · 1964/65 · 1965/66 · 1966/67 · 1967/68 · 1968/69 · 1969/70 · 1970/71 · 1971/72 · 1972/73 · 1973/74 · 1974/75 · 1975/76 · 1976/77 · 1977/78 · 1978/79 · 1979/80 · 1980/81 · 1981/82 · 1982/83 · 1983/84 · 1984/85 · 1985/86 · 1986/87 · 1987/88 · 1988/89 · 1989/90 · 1990/91 · 1991/92 · 1992/93 · 1993/94 · 1994/95 · 1995/96 · 1996/97 · 1997/98 · 1998/99 · 1999/00 · 2000/01 · 2001/02 · 2002/03 · 2003/04 · 2004/05 · 2005/06 · 2006/07 · 2007/08 · 2008/09 · 2009/10 · 2010/11 · 2011/12 · 2012/13 · 2013/14 · 2014/15 · 2015/16 · 2016/17 · 2017/18 · 2018/19 · 2019/20 · 2020/21 · 2021/22 · 2022/23 · 2023/24 · 2024/25